# Leader dell'opposizione (Grecia)
Il leader dell'opposizione ufficiale (in greco Αρχηγός της Αξιωματικής Αντιπολίτευσης) è il politico che guida l'opposizione ufficiale in Grecia.

## Funzione
Il leader dell'opposizione è normalmente il leader del più grande partito al di fuori del governo, che di solito è il secondo più grande partito politico nel Parlamento ellenico.
Un'eccezione a questa regola fu durante il governo Papademos, quando Antōnīs Samaras, leader di Nuova Democrazia, pur sostenendo il nuovo governo, mantenne la posizione di Leader dell'opposizione. Secondo il Regolamento del Parlamento ellenico (art. 20) "Il Presidente del più grande gruppo parlamentare che non partecipa al governo, è chiamato Capo dell'opposizione e gode di diritti speciali riconosciuti dai Regolamenti del Parlamento e dalle disposizioni vigenti". Poiché Samaras voleva mantenere questa posizione, nessun parlamentare di Nuova Democrazia si è unito al governo, poiché se un solo parlamentare si fosse unito al governo come ministro, ciò avrebbe significato che il gruppo parlamentare di Nuova Democrazia avrebbe partecipato al governo. Solo i non parlamentari potevano entrare a far parte del governo. Infatti, il nuovo ministro della Difesa, Dimitris Avramopoulos, è stato costretto a dimettersi dal suo incarico per soddisfare la disposizione di cui sopra. Nonostante le proteste degli altri partiti, il presidente del Parlamento ha deciso che non vi era violazione dell'art. 20, poiché nessun deputato di Nuova Democrazia ha partecipato al governo.
A seguito delle elezioni legislative del gennaio 2015, Antōnīs Samaras, leader di Nuova Democrazia, è diventato capo dell'opposizione per la seconda volta.
Samaras ha rassegnato le dimissioni da presidente di Nuova Democrazia il 5 luglio 2015, dopo la schiacciante vittoria del "No" al referendum sul salvataggio greco, nominando Vangelīs Meimarakīs leader di transizione.

## Leader dell'opposizione dal 1974
Partito:
     EK – ND / EDIK
     PASOK
     ND
     SYRIZA
     AD
| Immagine                             | Immagine                             | Leader dell'opposizione              | Partito                                                                           | Mandato           | Mandato           |
| ------------------------------------ | ------------------------------------ | ------------------------------------ | --------------------------------------------------------------------------------- | ----------------- | ----------------- |
|                                      |                                      | Geōrgios Mavros                      | Unione di Centro – Nove Forze fusosi nel 1976 nell' Unione del Centro Democratico | 1974              | 28 novembre 1977  |
|                                      |                                      | Andreas Papandreou                   | PASOK                                                                             | 28 novembre 1977  | 21 ottobre 1981   |
|                                      |                                      | Geōrgios Rallīs                      | Nuova Democrazia                                                                  | 21 ottobre 1981   | dicembre 1981     |
|                                      |                                      | Evangelos Averoff                    | Nuova Democrazia                                                                  | dicembre 1981     | 1º settembre 1984 |
|                                      |                                      | Konstantinos Mitsotakis              | Nuova Democrazia                                                                  | 1º settembre 1984 | 12 ottobre 1989   |
|                                      |                                      | Andreas Papandreou                   | PASOK                                                                             | 12 ottobre 1989   | 23 novembre 1989  |
| Nessuno – Governo di unità nazionale | Nessuno – Governo di unità nazionale | Nessuno – Governo di unità nazionale | Nessuno – Governo di unità nazionale                                              | 23 novembre 1989  | 11 aprile 1990    |
|                                      |                                      | Andreas Papandreou                   | PASOK                                                                             | 11 aprile 1990    | 13 ottobre 1993   |
|                                      |                                      | Miltiadīs Evert                      | Nuova Democrazia                                                                  | 13 ottobre 1993   | 21 marzo 1997     |
|                                      |                                      | Kōstas Karamanlīs                    | Nuova Democrazia                                                                  | 21 marzo 1997     | 10 marzo 2004     |
|                                      |                                      | George Papandreou                    | PASOK                                                                             | 10 marzo 2004     | 6 ottobre 2009    |
| Carica vacante                       | Carica vacante                       | Carica vacante                       | Carica vacante                                                                    | 6 ottobre 2009    | 30 novembre 2009  |
|                                      |                                      | Antōnīs Samaras                      | Nuova Democrazia                                                                  | 30 novembre 2009  | 20 giugno 2012    |
|                                      |                                      | Alexīs Tsipras                       | SYRIZA                                                                            | 20 giugno 2012    | 26 gennaio 2015   |
|                                      |                                      | Antōnīs Samaras                      | Nuova Democrazia                                                                  | 26 gennaio 2015   | 5 luglio 2015     |
|                                      |                                      | Vangelīs Meimarakīs                  | Nuova Democrazia                                                                  | 5 luglio 2015     | 27 agosto 2015    |
| Carica vacante                       | Carica vacante                       | Carica vacante                       | Carica vacante                                                                    | 27 agosto 2015    | 23 settembre 2015 |
|                                      |                                      | Vangelīs Meimarakīs                  | Nuova Democrazia                                                                  | 23 settembre 2015 | 24 novembre 2015  |
|                                      |                                      | Iōannīs Plakiōtakīs (ad interim)     | Nuova Democrazia                                                                  | 24 novembre 2015  | 11 gennaio 2016   |
|                                      |                                      | Kyriakos Mītsotakīs                  | Nuova Democrazia                                                                  | 11 gennaio 2016   | 8 luglio 2019     |
|                                      |                                      | Alexīs Tsipras                       | SYRIZA                                                                            | 8 luglio 2019     | 29 giugno 2023    |
|                                      |                                      | Sokratis Famellos                    | SYRIZA                                                                            | 3 luglio 2023     | 27 agosto 2024    |
|                                      |                                      | Nikos Pappas                         | SYRIZA                                                                            | 27 agosto 2024    | 21 novembre 2024  |
|                                      |                                      | Nikos Androulakis                    | PASOK                                                                             | 21 novembre 2024  | in carica         |